# In Case We Die
 In Case We Die   (2005) es el segundo álbum de la banda australiana Architecture In Helsinki. De las canciones que componen el disco, “Do the Whirlwind”,
“Maybe You Can Own Me”, “It'5!” y “The Cemetery” se editaron como singles/EP. Además, se realizó un video para “Do the Whirlwind”, e “It'5!” recibió gran atención por parte de las radios australianas.

## Lista de canciones
1. “Neverevereverdid" – 4:49
2. “It'5!" – 2:07
3. “Tiny Paintings" – 3:03
4. “Wishbone" – 2:26
5. “Maybe You Can Owe Me" – 4:03
6. “Do the Whirlwind" – 4:19
7. “In Case We Die (Parts 1-4)" – 3:33
8. “The Cemetery" – 2:02
9. “Frenchy, I'm Faking" – 2:52
10. “Need to Shout" – 4:10
11. “Rendezvous: Potrero Hill" – 1:52
12. “What's in Store?" – 4:29